# Europäischer Landblutegel
Der Europäische Landblutegel (Xerobdella lecomtei) ist ein Egel aus der Familie Xerobdellidae. Er ernährt sich – anders als der Medizinische Blutegel aus der Familie Hirudinidae – nicht durch Blutsaugen.
Der Egel wurde 1867 in Österreich in der Nähe von Leoben von Theophile Le Comte, einem Mitglied des Naturwissenschaftlichen Vereins für Steiermark, entdeckt und von Georg Ritter von Frauenfeld (1807–1873), einem bekannten Naturforscher, der das Naturhistorische Museum in Wien mitbegründete, erstmals beschrieben.

## Merkmale
Der Europäische Landblutegel wird etwa 4 cm lang und besitzt drei Kiefer. Zwei Tentakel im Bereich der Mundöffnung können in die Mundhöhle zurückgeschlagen werden und sind meist nicht sichtbar. Sie tragen jedoch chemische Sinnesorgane, die beim Aufspüren von Beutetieren eine wichtige Rolle spielen. Der Europäische Landblutegel ist ähnlich wie andere Gürtelwürmer an das Leben in feuchten Waldböden der gemäßigten Klimazonen angepasst. Als Vertreter der Egel-Familie Xerobdellidae ist er kein naher Verwandter der tropischen Landblutegel aus der Familie der Haemadipsidae. Von diesen unterscheidet er sich anatomisch durch die Lage der Nephridien und physiologisch durch die Nahrungsaufnahme, die nicht wie bei den Landegeln aus den Tropen ausschließlich parasitisch durch das Saugen von Blut anderer Tiere erfolgt. Der deutschsprachige Trivialname „Landblutegel“ ist daher irreführend.

## Ernährung
Nach Regenfällen wurde der Europäische Landblutegel oft an oder in Gesellschaft von Amphibien beobachtet. Das führte im 19. Jahrhundert vielfach zu der Annahme, dass er sich als Blutsauger, z. B. am Alpensalamander, ernähren könnte. Ernährungsversuche ergaben jedoch, dass die in seinem Lebensraum vorkommenden Amphibien für seinen Nahrungserwerb keine Rolle spielen. Hingegen ernährt er sich zum größten Teil räuberisch von verschiedenen Wenigborstern, hauptsächlich von Regenwürmern, aber auch von Fliegenlarven und fallweise von kleinen Schnecken. Kleinere Tiere werden im Regelfall zur Gänze verschlungen. Trifft der Egel auf größere Beutetiere, kann er sie anfallen und mit Hilfe seiner Kiefer das Gewebe anschneiden und in mundgerechte Stücke zerteilen. Fallweise werden Regenwürmer dann mit Hilfe der spezialisierten Verdauungsorgane ganz oder teilweise ausgesaugt.

## Vorkommen
Eine 1951 erschienene Publikation zur Ökologie und Lebensweise des Europäischen Landblutegels spricht von einer „weiten Verbreitung“ der Art in den österreichischen Ostalpen, weist aber auch darauf hin, dass diese Tierart wegen ihrer verborgenen Lebensweise nur „schwer aufzufinden“ ist. Funde der Art liegen auch aus Slowenien vor.
In den 1960er Jahren wurden einige der Landblutegel in der feuchten Erde von Buchenwäldern im Bereich um Graz (Österreich) gesammelt. Danach wurde bis 2003 kein weiterer Fund für den Europäischen Landblutegel publiziert. Nach zweijähriger Suche in den Wäldern von Graz berichteten der Evolutionsbiologe Ulrich Kutschera und Mitarbeiter 2007 vom Fund eines etwa 1 cm langen Jungtiers. Dieser "Einsame George der Anneliden" – benannt nach der letzten männlichen Galapagos-Schildkröte – wurde im Labor kultiviert und in seinem Fressverhalten dokumentiert.

## Systematische Stellung
Nach dem Tod des Tieres wurde Erbmaterial (DNA) extrahiert und analysiert. Die DNA-Gensequenz des Xerobdella-Individuum ist hinterlegt (COI-GenBank-Nr. EF125040). Molekulargenetische Studien ergaben, dass der Europäische Landblutegel eine eigene evolutionäre Abstammungslinie darstellt. Die Gattung Xerobdella umfasst zwei weitere Arten, die aus den italienischen Südalpen bekannt sind. Sie bildet mit der in Südamerika (Chile) verbreiteten Gattung Mesobdella und der mittelamerikanischen Gattung Diestecostoma die Familie Xerobdellidae. Aufgrund des Verbreitungsmuster der sehr ausbreitungsschwachen Arten wird über eine Herkunft der Stammlinie auf dem Urkontinent Pangäa mit anschließender Radiation spekuliert.

## Klimawandel und Populationsentwicklung
Der Rückgang der Grazer Landblutegel-Population, die in dieser Gegend weitgehend ausgestorben zu sein scheint, ist mit großer Wahrscheinlichkeit auf den Klimawandel zurückzuführen. In der Region Graz stieg die durchschnittliche Sommertemperatur zwischen 1961 und 2004 um 3 °C an. Diese Erwärmung der Luft führte zu einem Austrocknen der Böden, wo die seltenen Landblutegel leben.
Es wurde die Schlussfolgerung gezogen, dass die vom Menschen verursachte Erderwärmung, die in Mitteleuropa bisher weitgehend ohne sichtbare Umweltzerstörung einhergegangen ist, zum Aussterben von Populationen an Kälte angepasster, wenig mobiler Arten führen kann. Diese vom Menschen verursachten subtilen Eingriffe in die Evolution verborgen lebender Organismen wurden bisher wenig beachtet.
In kühleren, höher gelegenen Waldregionen um Graz konnten seit 2007 vereinzelt Exemplare von Xerobdella lecomtei gefunden werden. Dennoch ist der Europäische Landblutegel so selten, dass seit seiner Erstbeschreibung (1867) weniger als 100 Tiere gesammelt werden konnten.